# Eupithecia cotidiana
Eupithecia cotidiana är en fjärilsart som beskrevs av András Vojnits 1979. Eupithecia cotidiana ingår i släktet Eupithecia och familjen mätare. Inga underarter finns listade i Catalogue of Life.